# 耿夫人 (北宋)
耿夫人（10世纪?—983年），北宋宋太宗赵匡义的乳母，封陈国夫人。

## 生平
耿氏的丈夫为赵某，与之生儿子名赵廷俊，宋太宗时曾为军器库副使。耿氏始封鹿郡夫人。宋太宗登基后，太平兴国二年（977年）八月，耿氏进封陈国夫人。太平兴国八年正月，耿氏去世 。
雍熙元年（984年），赵廷美被兄赵匡义贬至房州，忧死。随后，宋太宗从容宣布赵廷美并非其同母弟弟，而是其父赵弘殷与其乳母耿氏所生。